# 관함식

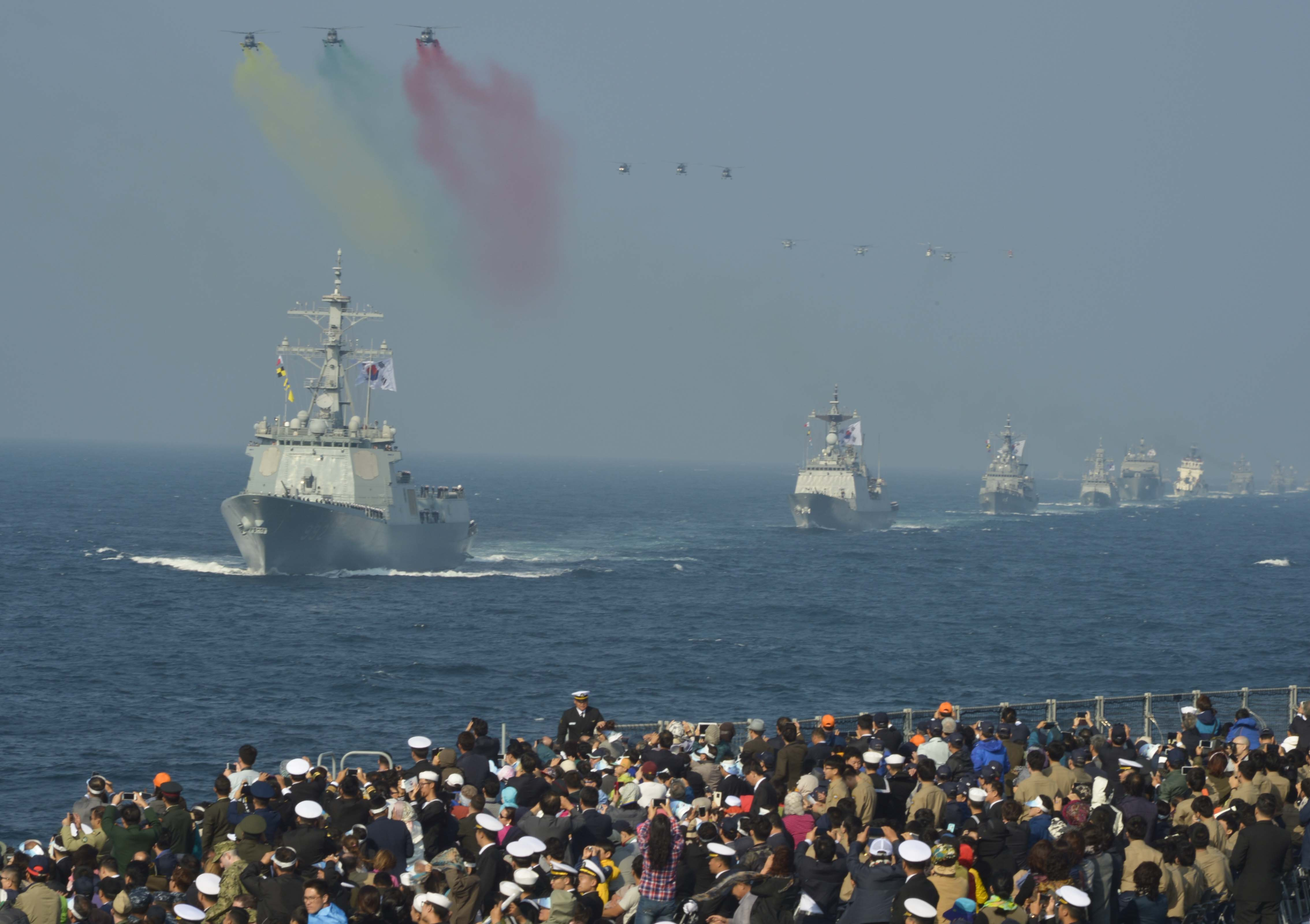
2015년 해군 창설 70주년을 기념하여 열린 대한민국 해군 관함식을 보기 위해 모인 군중들

관함식(fleet review, nava review)은 특정 해군의 선박 집합이 현직 국가원수 및 기타 공식 민간 및 군 고위 인사에 의해 행진되고 검토되는 이벤트이다. 다수의 국가 해군이 계속해서 관함식을 실시하고 있다. 관함식에는 여러 해군의 참가자와 전함이 포함될 수도 있다.

## 인도
대통령이 참여한 관함식은 12건이었으며 그 중 2건은 국제 관함식(IFR 2001 및 IFR 2016)이었다.

## 일본
1956년부터 일본 해상자위대는 사가미만에서 약 3년마다 관함식을 개최해 왔다. 일본 제국 해군은 역사적으로 1869년부터 1940년까지 관함식을 실시했다.
일본 해안경비대는 JCG 창설 70주년을 기념하여 2018년에 마지막으로 관함식을 실시했다.

## 한국
1998년 10월, 대한민국 해군은 대한민국 건국 50주년을 기념하여 제1회 국제관함식을 부산 앞바다에서 개최했다. 이후 2008년과 2018년에는 60주년과 70주년을 맞아 10년마다 다시 모였다.
제1회 관함식에는 11개국(호주, 방글라데시, 프랑스, 인도, 인도네시아, 일본, 뉴질랜드, 필리핀, 싱가포르, 영국, 미국) 선박 21척과 한국 선박 34척, 항공기 15대가 참가했다.

## 미국
미국 해군은 해군이 행진하는 선박을 미국 대통령이나 미국 해군 장관이 관함식에 참여하는 등 여러 관함식을 주최했다.

## 같이 보기
- 대한민국 해군 국제관함식